# Tauras Kaunas

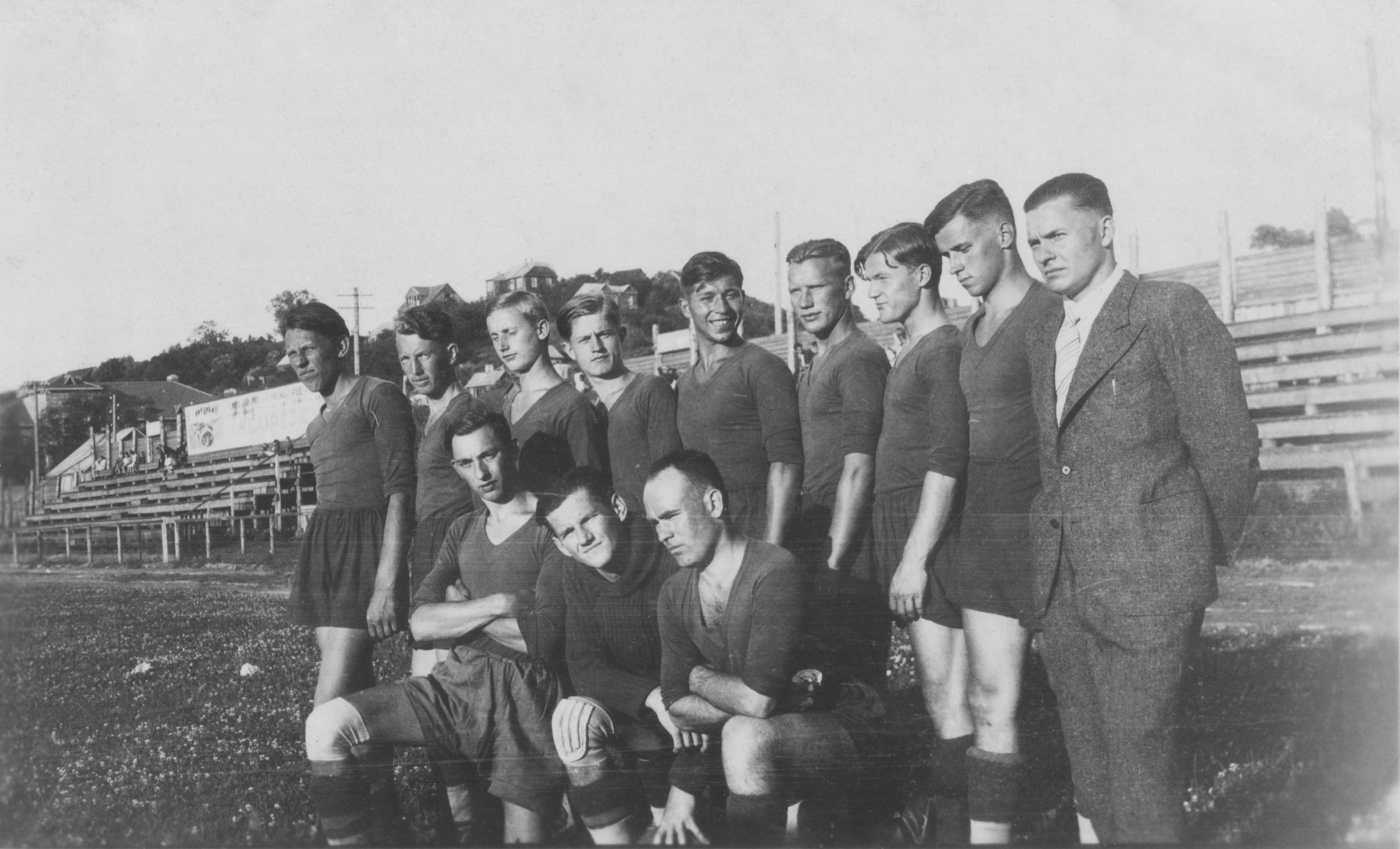
1936 "Tauras" i Makabi stadionas, Kaunas.

Tauras Kaunas (Futbolo klubas Tauras) var en litauisk idrottklubb i Kaunas.

## Historia
Klubben grundades år april 1928 under namnet Tauras Kaunas.
Sovjetinvasionen i Litauen 1944. Mästerskapet upphörde när Tauras F.K. var i första hand.

## Meriter
- Klubben var litauiska mästare: 1943, (1944, övergiven).[2]